# Treipaïs
El trespaís (en francès treipaïs) és un pastís de nova creació, creada amb fins comercials pels pastissers del Llemosí. El seu nom és un mot derivat de l'occità tres país que significa "tres països", i vol representar les tres províncies del Llemosí (Corresa, Cruesa i Alta Viena), per això té forma triangular i tres ingredients destacats: castanya, avellana i xocolata.
El pastís té una base de pralinat (avellana amb sucre), mousse de xocolata negra al 64% de cacau, bescuit de xocolata, mousse de castanya i està cobert amb una capa de glaça de xocolata negra.

## Origen
Aquest pastís va ser creat el 2002 i els usos comercials de la seva recepta estan reservats a la Confédération nationale des artisans pâtissiers i a l'Association régionale des pâtissiers du Limousin, que han organitzat una campanya mediàtica per a encoratjar encara més les vendes del trespaís, del qual s'han venut més de 200.000 unitats d'ençà del seu llançament a octubre de 2009.

## Variants
El pastís es fa en tres mides, per a 3, 6 i 9 persones. També se n'ha fet una versió en braç de gitano.